# 어퍼캐나다 하원

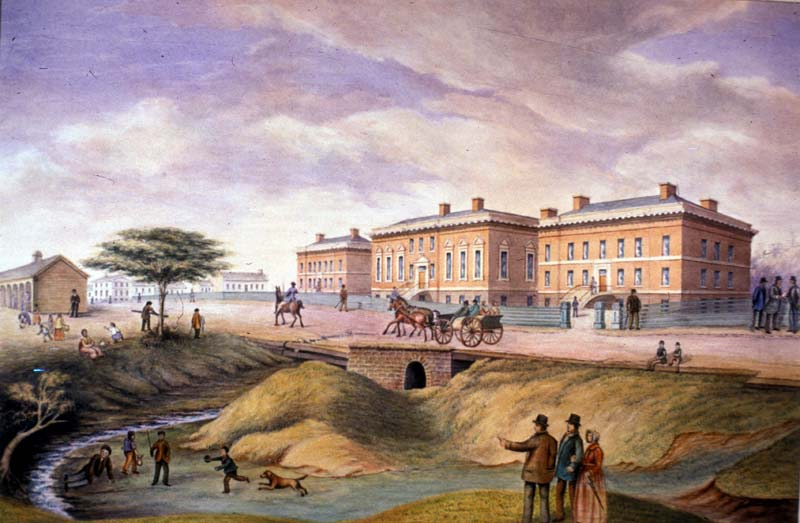
제3 어퍼캐나다 의회 의사당 (1834년)

어퍼캐나다 하원(영어: Legislative Assembly of Upper Canada)은 양원제인 어퍼캐나다 의회의 하위 의회였다. 어퍼캐나다 하원은 그레이트브리튼 왕국(오늘날 영국)의 의회에서 통과하였던 1791년 헌법의 정치적인 결과물이었다. 또한 어퍼캐나다 하원의 입법권은 부총독, 행정위원회, 그리고 상원의 거부권으로 견제하였다.

## 같이 보기
- 어퍼캐나다
- 캐나다 의회